# Kula (Palestyna)
Kula (arab. ‏قولة‎, hebr. ‏קוּלָה‎) – nieistniejąca już arabska wieś, która była położona w Dystrykcie Ramli w Mandacie Palestyny. Została wyludniona i zniszczona podczas I wojny izraelsko-arabskiej, po ataku Sił Obronnych Izraela 10 lipca 1948.

## Położenie
Kula leżała na wschodnim krańcu nadmorskiej równiny Szaron, u podnóża wzgórz Samarii. Według danych z 1945 do wsi należały ziemie o powierzchni 3347 ha. We wsi mieszkało wówczas 1010 osób.
| Własność gruntów | Powierzchnia gruntów [ha] |
| ---------------- | ------------------------- |
| Arabowie         | 3 885                     |
| Żydzi            | 271                       |
| publiczne        | 191                       |
| Razem            | 3 347                     |

| Rodzaj użytkowanych gruntów | Arabowie [ha] | Żydzi [ha] |
| --------------------------- | ------------- | ---------- |
| uprawy oliwek               | 460           | 0          |
| uprawy nawadniane           | 105           | 0          |
| uprawy zbóż                 | 2 846         | 154        |
| nieużytki                   | 1 099         | 117        |
| zabudowane                  | 26            | 0          |

## Historia
W XII wieku w miejscu tym krzyżowcy wybudowali zamek obronny, który nazwali Cola lub Chola. Należał on do zakonu rycerskiego Joannitów. W 1596 tutejsza wieś liczyła 380 mieszkańców, którzy płacili podatki z upraw hodowli oliwek, winogron, kóz i ulów. W 1912 urodził się tutaj Hasan Salama, dowódca Armii Świętej Wojny podczas wojny domowej w Mandacie Palestyny.
W okresie panowania Brytyjczyków Kula była średniej wielkości wsią. We wsi był jeden meczet. W 1919 utworzono szkołę podstawową dla chłopców, do której w 1945 uczęszczało 134 uczniów. W 1940 urodził się tutaj Ali Hasan Salama, dowódca organizacji terrorystycznej Czarny Wrzesień.
Na początku I wojny izraelsko-arabskiej w maju 1948 wieś zajęły arabskie milicje, które atakowały żydowską komunikację w okolicy. Następnie siły te zostały wzmocnione przez jordańskich żołnierzy z Legionu Arabskiego. Na samym początku operacji „Danny” 10 lipca 1948 wieś zajęli izraelscy żołnierze. Mieszkańcy zostali zmuszeni do opuszczenia swoich domów. 15 lipca wieś po ciężkiej walce zajął jordański 1 Batalion z Legionu Arabskiego. Kulę ponownie zajęli Izraelczycy 18 lipca. W walkach o wieś zginęło ogółem 32 izraelskich żołnierzy. We wrześniu wyburzono wszystkie domy.

## Miejsce obecnie
Rejon wioski Kuli jest opuszczony. Żydowski Fundusz Narodowy sfinansował obsadzenie tego miejsca lasem, który nazwano las Kula. Palestyński historyk Walid Chalidi, tak opisał pozostałości wioski Kula: „Miejsce wsi porasta las. Pomiędzy drzewami leży rozdrobniony gruz domów i tarasów, a także rosną kaktusy, figowce, morwy i eukaliptusy. Po zachodniej stronie zachowała się jedynie szkoła”.